# Нишков (Бузау)
Нишков (рум. Nișcov) насеље је у Румунији у округу Бузау у општини Вернешти. Oпштина се налази на надморској висини од 149 m.

## Становништво
Према подацима из 2002. године у насељу је живело 883 становника, од којих су сви румунске националности.